# For the Glory
For the Glory là một trò wargame đại chiến lược dựa trên Europa Universalis II và Europa Engine của nó. Game được phát triển bởi Crystal Empire Games, một studio gồm các thành viên của nhóm làm bản mod Europe Universalis II "Alternative Grand Campaign / Event Exchange Project" (AGCEEP) và được hãng Paradox Interactive phát hành. For the Glory đã được công bố vào ngày 4 tháng 9 năm 2009 và được phát hành ngày 10 hoặc 11 tháng 11 năm 2009. Trò chơi chỉ dành cho hệ điều hành Windows.
Trong For the Glory, người chơi chọn lựa từ hơn 190 quốc gia trải rộng 1000 tỉnh trên thế giới để dẫn dắt một quốc gia duy nhất từ năm 1399 đến 1819, quản lý nền kinh tế, quân sự, liên minh chính trị, phát triển khoa học, thám hiểm và thực dân hóa, tôn giáo và sự ổn định nội bộ. Cùng với đó là hơn 10.000 sự kiện có thực trong lịch sử. Những lời đánh giá trò chơi đều ca ngợi kinh nghiệm hứng khởi trong lịch sử của thời kỳ này, đồ họa cải tiến và các giao diện nâng cao của nó (khi so sánh với điểm khởi đầu Europa Universalis 2). Tuy nhiên, vấn đề ổn định mục chơi mạng, việc quản lý nặng nề và hiệu ứng âm thanh kích thích theo đánh giá khá tệ.

## Lối chơi

Một hình ảnh xem trước của For the Glory hiển thị bản đồ, giao diện, menu, các đơn vị và Tây Âu.

For the Glory được thiết lập theo dạng thời gian thực trôi qua liên tục trong quá trình chơi, chứ không phải diễn ra theo từng lượt. Người chơi có thể tạm dừng trò chơi, tăng tốc, hoặc làm chậm thời gian tùy theo ý thích của mình. Không giống như hầu hết các trò chơi chiến lược thời gian thực, trọng tâm không nằm ở mặt quản lý quân sự. Thay vào đó như với các tựa game đại chiến lược khác, người chơi quản lý quốc gia được chọn của mình để lèo lái nền kinh tế, quân sự, liên minh chính trị, phát triển khoa học, khám phá và thực dân hóa, tôn giáo, và sự ổn định nội bộ của quốc gia.
Một khía cạnh quan trọng của For the Glory là quản lý chính sách đối nội. Cứ mỗi mười năm trong game và thông qua các sự kiện, người chơi có thể sử dụng thanh trượt để quyết định chính sách trong nước ít nhiều tác động đến trò chơi. Cân đối ngân sách của quốc gia và giữ sự kiềm chế lạm phát là một mục tiêu chính khác. Tiền của được sử dụng cho nhiều thứ bao gồm tài trợ quân sự, thương mại và nghiên cứu. Người chơi có thể đầu tư kinh phí cho sự ổn định của đất nước được lâu dài và sự ổn định này tác động đến từng mặt trong kỳ công của một quốc gia. Sự bất ổn thường là kết quả của những hành động trong game, chẳng hạn như tuyên chiến với nước láng giềng mà không có một casus belli, và nó cũng có thể bị ảnh hưởng bởi các sự kiện. Tính ổn định thấp thì nghĩa là lục quân và hải quân có khả năng thua trận lớn hơn, tần suất của các cuộc nổi loạn nội bộ gia tăng; hành động ngoại giao ít thành công; cùng việc thành lập và mở rộng các thuộc địa có nhiều khả năng thất bại.
Chính sách và tương tác với các quốc gia do máy điều khiển là một khía cạnh đáng kể trong For the Glory. AI của các quốc gia hoạt động để duy trì sự cân bằng quyền lực. Nếu một người chơi cố gắng chinh phục lãnh thổ một cách nhanh chóng, uy tín quốc tế của họ sẽ bị ô uế, thì các quốc gia của AI có nhiều khả năng hình thành liên minh chống lại người chơi. Bên cạnh sức mạnh tàn bạo còn có những phương pháp khác để xây dựng quốc gia. Thông qua ngoại giao có thể dùng để lệ thuộc hoặc sáp nhập các quốc gia khác. Hành động hiếu chiến vẫn còn tác động tiêu cực đến danh tiếng của đất nước, nhưng ít hơn so với việc chiếm đoạt lãnh thổ bằng vũ lực. Ngoài ra, casus belli còn làm cho chiến tranh dường như ít đe dọa hơn, giảm thiểu tác động lên danh tiếng. Casus belli có thể xuất hiện thông qua các sự kiện hoặc sự khác biệt tôn giáo, nhưng người chơi cũng có thể sử dụng ngoại giao để tạo ra nó. Người chơi cũng có thể tạo sự ảnh hưởng đến các nước láng giềng với hiệu quả của các hành động ngoại giao được quyết định bởi kỹ năng ngoại giao của người cai trị.
Những trận chiến đấu diễn ra trong thời gian thực, nhưng người chơi không có quyền kiểm soát đáng kể đối với họ. Các cuộc xung đột giữa quân đội được giải quyết và nếu kẻ xâm lược thắng thì họ sẽ bao vây khu đồn trú của tỉnh. Một khi người chơi bỏ đói các đơn vị đồn trú thì họ có thể kiểm soát tỉnh. Tuy nhiên, sự chiếm đóng sẽ không đáp ứng được quyền sở hữu trong For the Glory. Thay vào đó, đối phương phải đồng ý nhượng lại lãnh thổ trong một hiệp ước hòa bình và khả năng họ sẽ đồng ý với các điều khoản được xác định bởi số lãnh thổ mà người chơi kiểm soát và tình trạng đơn vị của họ khi lâm chiến.

## Phát triển
For the Glory được tạo ra bởi Crystal Empire Games, studio phát triển thành lập vào tháng 6 năm 2008 sau khi công bố chương trình cấp phép Europa Engine của Paradox Interactive. Crystal Empire Games dựa trên tài năng từ khắp nơi trên thế giới với nhiều thành viên trong nhóm đã hoạt động tích cực trong cộng đồng Paradox Interactive trong nhiều năm, đóng góp các bản mod và các công cụ dành riêng cho trò chơi của công ty.
Những lời khuyên về giao diện, đồ họa, và công cụ đã được cải thiện và hiện đại hóa khi so sánh với điểm khởi đầu Europa Universalis II của nó. Số lượng các nghị quyết hỗ trợ được tăng lên khá tốt. Một số tính năng mới của For the Glory giờ đây ảnh hưởng đến hiệu suất trong trận chiến, gồm cả địa hình và thời tiết. Những yếu tố này bây giờ cũng ảnh hưởng đến tổn thất từ tiêu hao. Thời tiết vẫn còn ảnh hưởng đến sự kiệt sức của hải quân, nhưng những hạm đội của người chơi giờ đây tự động nhổ neo đến cảng thân thiện gần nhất khi có nguy cơ chìm tàu. AI giờ cũng tập trung lực lượng của mình, việc chiến đấu chống lại những quốc gia không phải của người chơi sẽ khó khăn hơn nhiều.
For the Glory có hàng ngàn sự kiện mới, cả ngẫu nhiên và lịch sử, phần lớn trong số đó là quốc gia cụ thể. Đây là kết quả của nhiều năm nghiên cứu sôi nổi, thiết kế và phát triển sau quá trình chơi thử từ nhóm mod thuộc "AGCEEP" (Alternative Grand Campaign - Event Exchange Program) trên các diễn đàn Europa Universalis II.

## Đón nhận
For the Glory được đánh giá khen chê lẫn lộn. Những người nhận xét nhấn mạnh vào sự say mê tính lịch sử, đồ họa và giao diện được cải thiện, cùng rất nhiều sự kiện lịch sử như những nét lôi cuốn chính dành cho người hâm mộ sê-ri này. Ngược lại, họ trích dẫn rằng phần chơi mạng đầy lỗi, một số mặt quản lý tẻ nhạt và hiệu ứng âm thanh gây khó chịu là những trở ngại cho trò chơi. Nó được gọi là "một sự cải tiến từ EU II..." và "... hơn cả một bản siêu-patch nhưng không đủ thành một game mới...".
Dù trải nghiệm mục chơi mạng vô cùng thất vọng, For the Glory vẫn đạt mục đích cải thiện đáng kể hơn so với Europa Universalis II. Những cải tiến về hình ảnh, chỉ dẫn tốt hơn, các biểu tượng nhắc nhở hữu ích và hàng ngàn sự kiện mới khiến For the Glory vượt trội so với tổ tiên đáng kính của mình. Không cần phải nói, người hâm mộ của Europa Universalis II nên thử nó ngay lập tức, cùng với những người say mê thời kỳ Phục hưng và thời đại Napoléon đang thưởng thức. Tuy nhiên, do sự có sẵn của Europa Universalis III và bản mở rộng của nó, bạn có thể bỏ qua For the Glory để ủng hộ trải nghiệm ổn định và mang tính thẩm mỹ hơn. Nếu bạn yêu thích hương vị của các sự kiện lịch sử thực và song song, For the Glory là một bản Europa Universalis cũng có thể là trò chơi dành cho bạn.— Daniel Shannon, For the Glory Review, Gamespot